# Distretto di Kolar
Il distretto di Kolar è un distretto del Karnataka, in India, di 2 523 406 abitanti. È situato nella divisione di Bangalore e il suo capoluogo è Kolar.